# یواس‌اس دنسیتی (ای‌ام-۲۱۸)
یواس‌اس دنسیتی (ای‌ام-۲۱۸) (به انگلیسی: USS Density (AM-218)) یک کشتی بود که طول آن ۱۸۴ فوت ۶ اینچ (۵۶٫۲۴ متر) بود. این کشتی در سال ۱۹۴۴ ساخته شد.